# Kreis Luzein
| Luzein              | Luzein            |
| ------------------- | ----------------- |
| Luzein              |                   |
| Basisdaten          |                   |
| Staat:              | Schweiz           |
| Kanton:             | Graubünden (GR)   |
| Bezirk:             | Prättigau-Davos   |
| Hauptort:           | Luzein            |
| Fläche:             | 83,88 km²         |
| Einwohner:          | 1516 (31.12.2009) |
| Bevölkerungsdichte: | 18 Einw. pro km²  |
| Aufgehoben am:      | 31. Dezember 2015 |
| Karte               |                   |
| Karte von Luzein    |                   |

Der Kreis Luzein bildete bis am 31. Dezember 2015 zusammen mit den Kreisen Davos, Jenaz, Klosters, Küblis, Schiers und Seewis den Bezirk Prättigau-Davos des Kantons Graubünden in der Schweiz. Der Sitz des Kreisamtes war in St. Antönien. Durch die Bündner Gebietsreform wurden die Kreise aufgehoben. 

## Gemeinden
Der Kreis setzte sich aus den folgenden Gemeinden zusammen:
| Wappen       | Name der Gemeinde | Einwohner | Fläche in km² | BFS-Nr |
| ------------ | ----------------- | --------- | ------------- | ------ |
| Luzein       | Luzein            | 1283      | 31,60         | 3891   |
| St. Antönien | St. Antönien      | 341       | 52,28         | 3893   |

## Veränderungen im Gemeindebestand

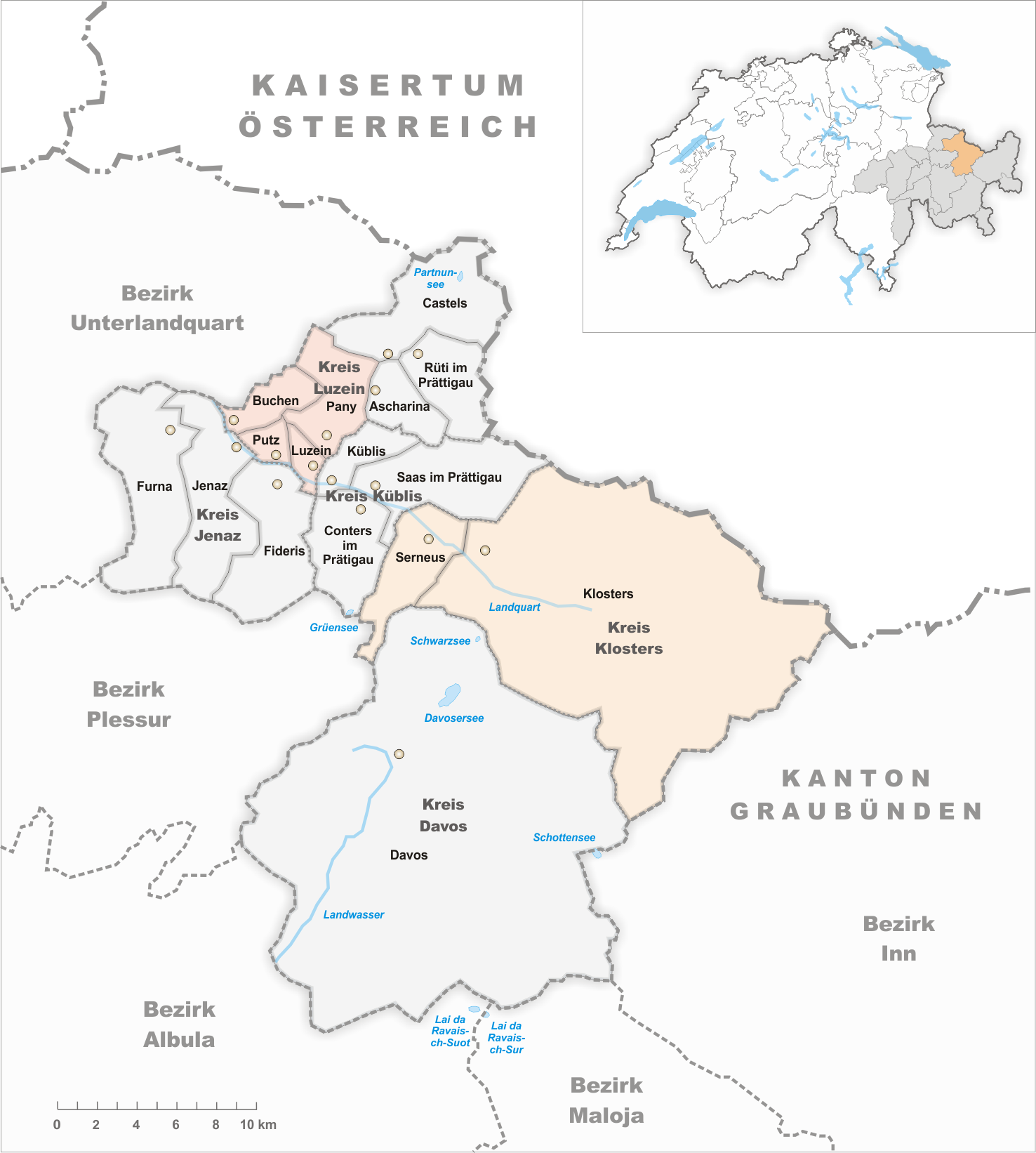
Gemeinden bis 1871
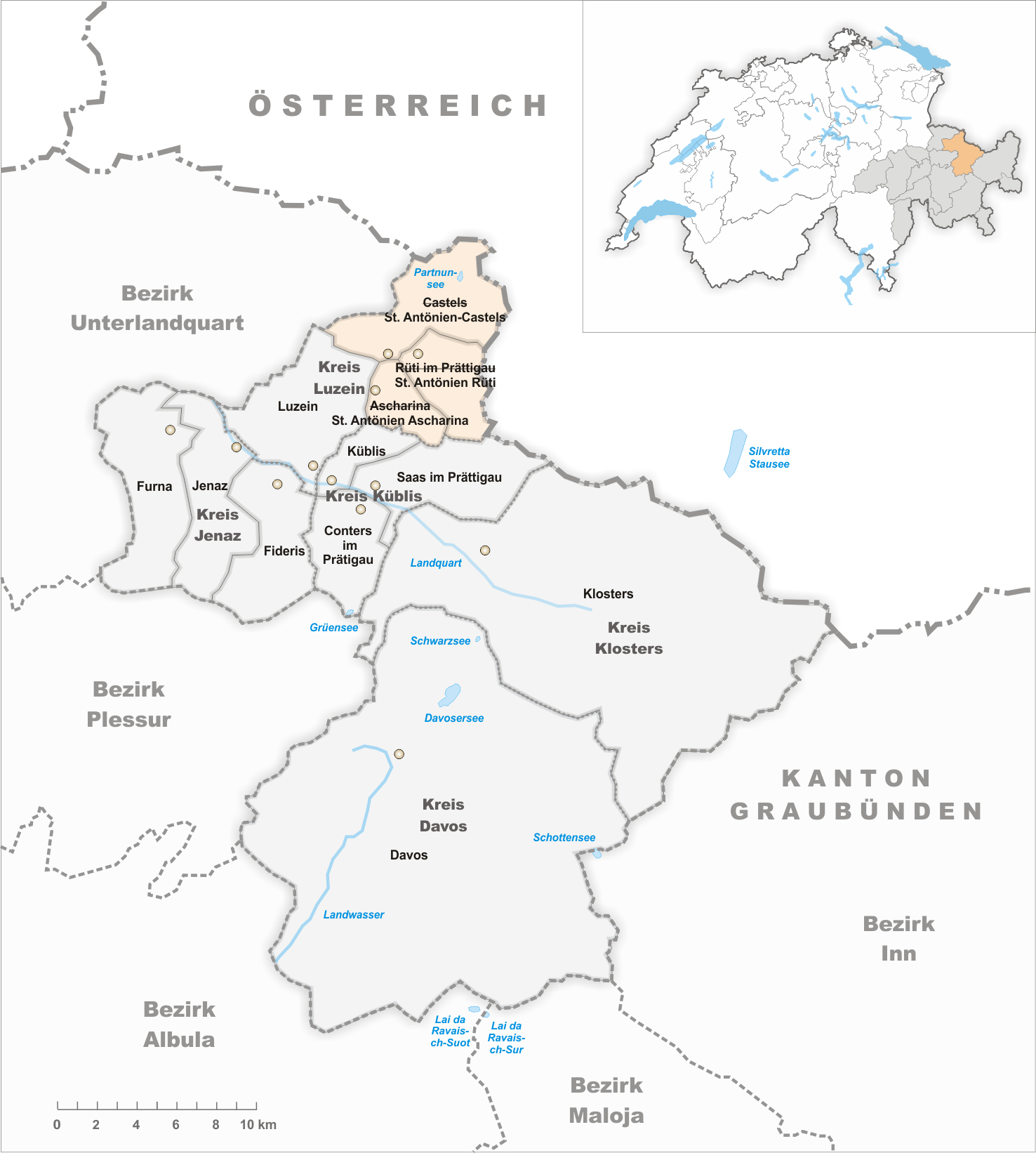
Gemeinden bis 1952
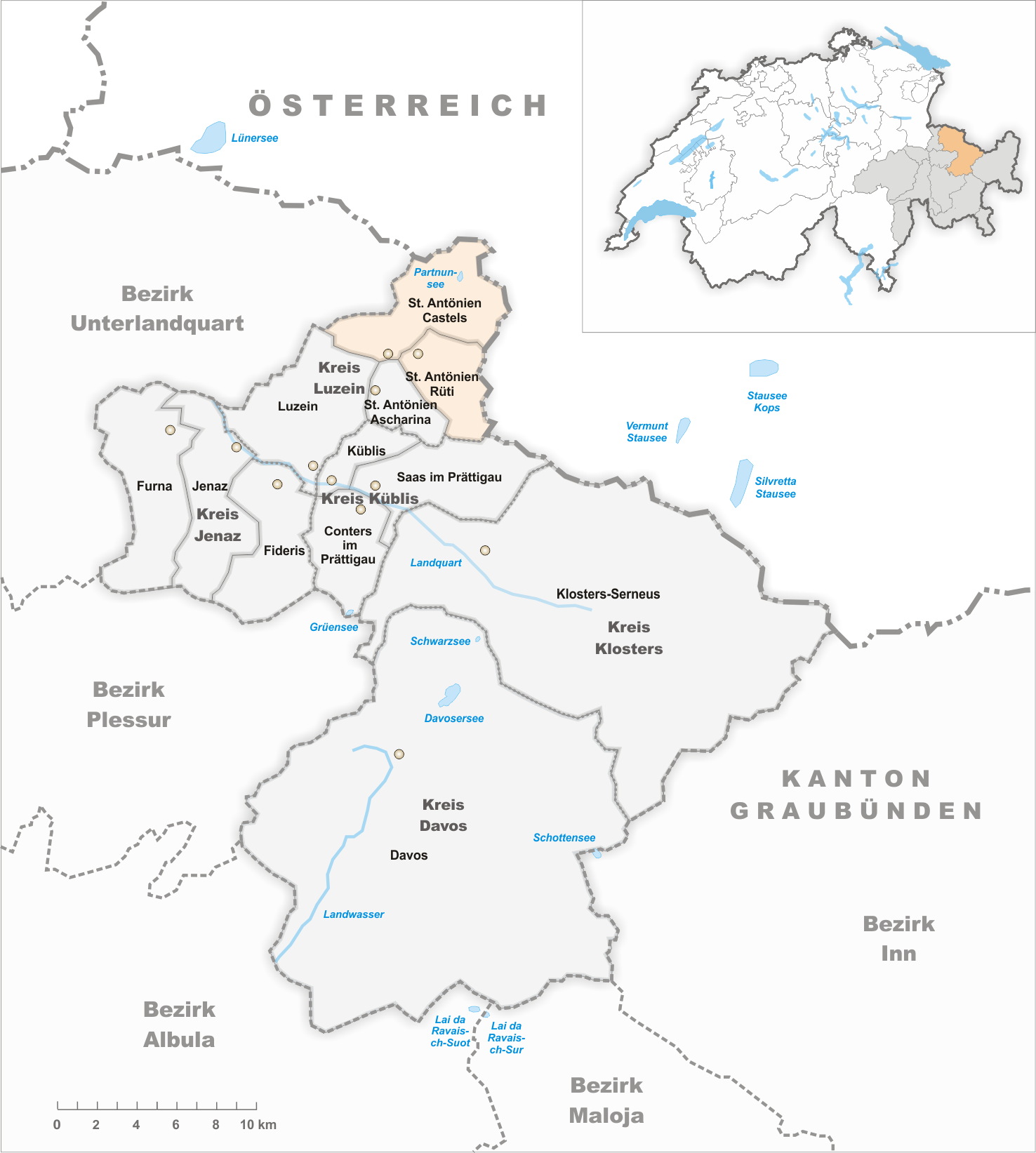
Gemeinden bis 1978
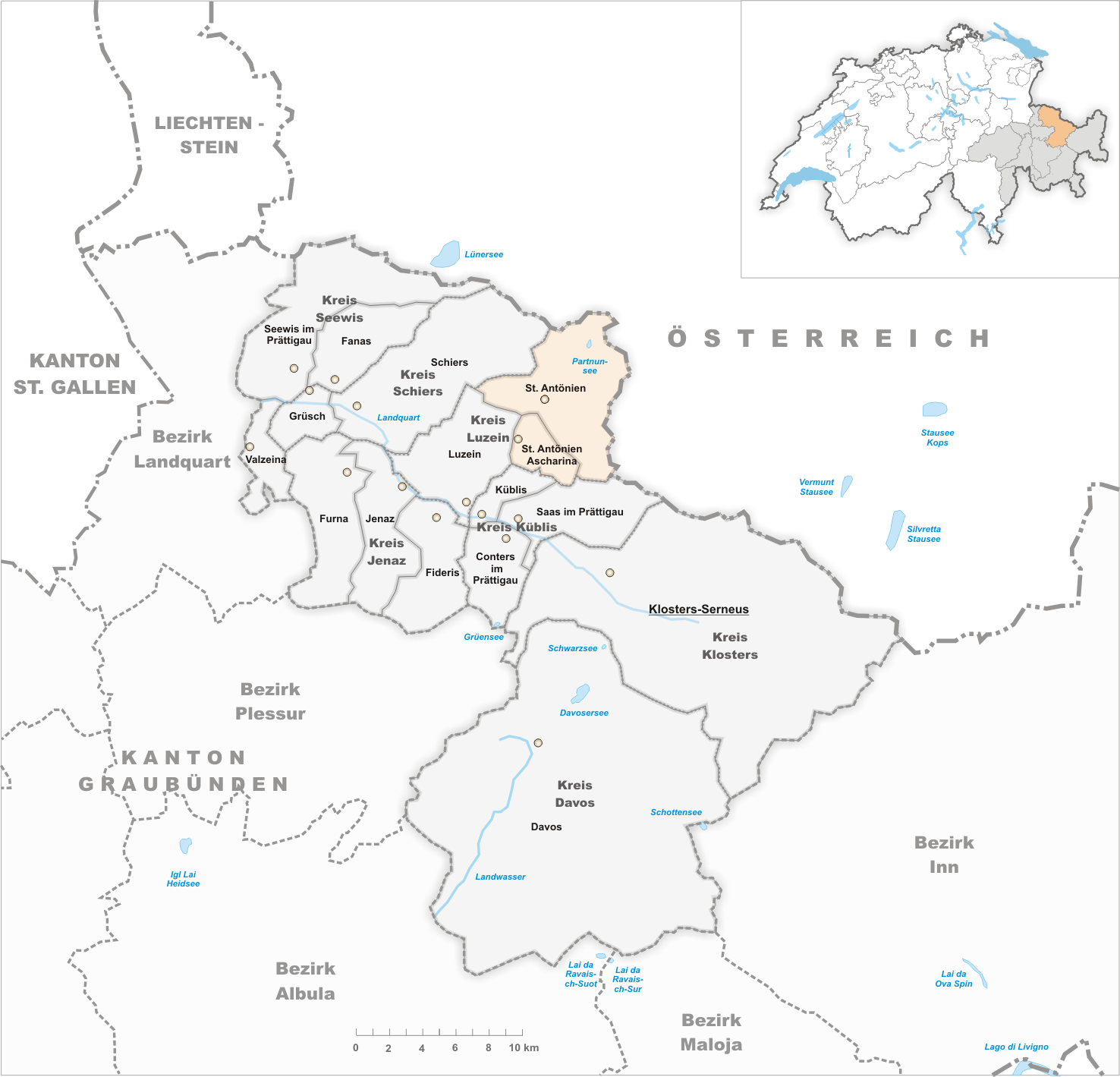
Gemeinden bis 2006

- 1872: Fusion Luzein, Buchen, Pany und Putz → Luzein
- 1953: Namensänderung von Ascharina → St. Antönien Ascharina
- 1953: Namensänderung von Castels → St. Antönien Castels
- 1953: Namensänderung von Rüti im Prättigau → St. Antönien Rüti
- 1979: St. Antönien Castels und St. Antönien Rüti → St. Antönien
- 2007: St. Antönien und St. Antönien Ascharina → St. Antönien